# Palogneux
Palogneux là một xã trong tỉnh Loire miền trung nước Pháp.